# 帕凱卡薩區
13°03′26″S 74°12′58″W / 13.0572°S 74.2162°W
帕凱卡薩區（西班牙語：Distrito de Pacaycasa），是秘魯的一個區，位於該國中南部阿亞庫喬大區的瓦曼加省，始建於1956年6月26日，面積41.8平方公里，海拔高度2,535米，2005年人口3,705，人口密度每平方公里89人。